# Maytenus monticola
Maytenus monticola är en benvedsväxtart som beskrevs av Noel Yvri Sandwith. Maytenus monticola ingår i släktet Maytenus och familjen Celastraceae. Inga underarter finns listade.